# 모시대
모시대는 초롱꽃과에 딸린 여러해살이풀이다.

## 생태
한국 각지 숲속에서 자라며 높이는 약 40-100cm이고, 뿌리가 굵다. 잎은 어긋나며, 줄기 밑부분에 달리는 것은 잎자루가 길다. 잎 샘김새는 달걀 모양으로 끝이 뾰족하고, 잎 가장자리에는 뾰족한 톱니가 있다. 꽃은 자주색을 띠며, 8-9월에 원줄기 끝에서 밑을 향해 엉성한 원추꽃차례로 달린다. 통꽃인 꽃부리는 종 모양이며 끝이 다섯 갈래로 갈라진다.

## 쓰임새
모시대는 옛날부터 참나물이라고 부를 정도로 좋은 나물거리인데 주로 어린 싹을 잘라 날것으로 먹거나 살짝 데쳐서 무쳐 먹는다. 뿌리는 한방에서 거담제로 이용한다.

## 사진

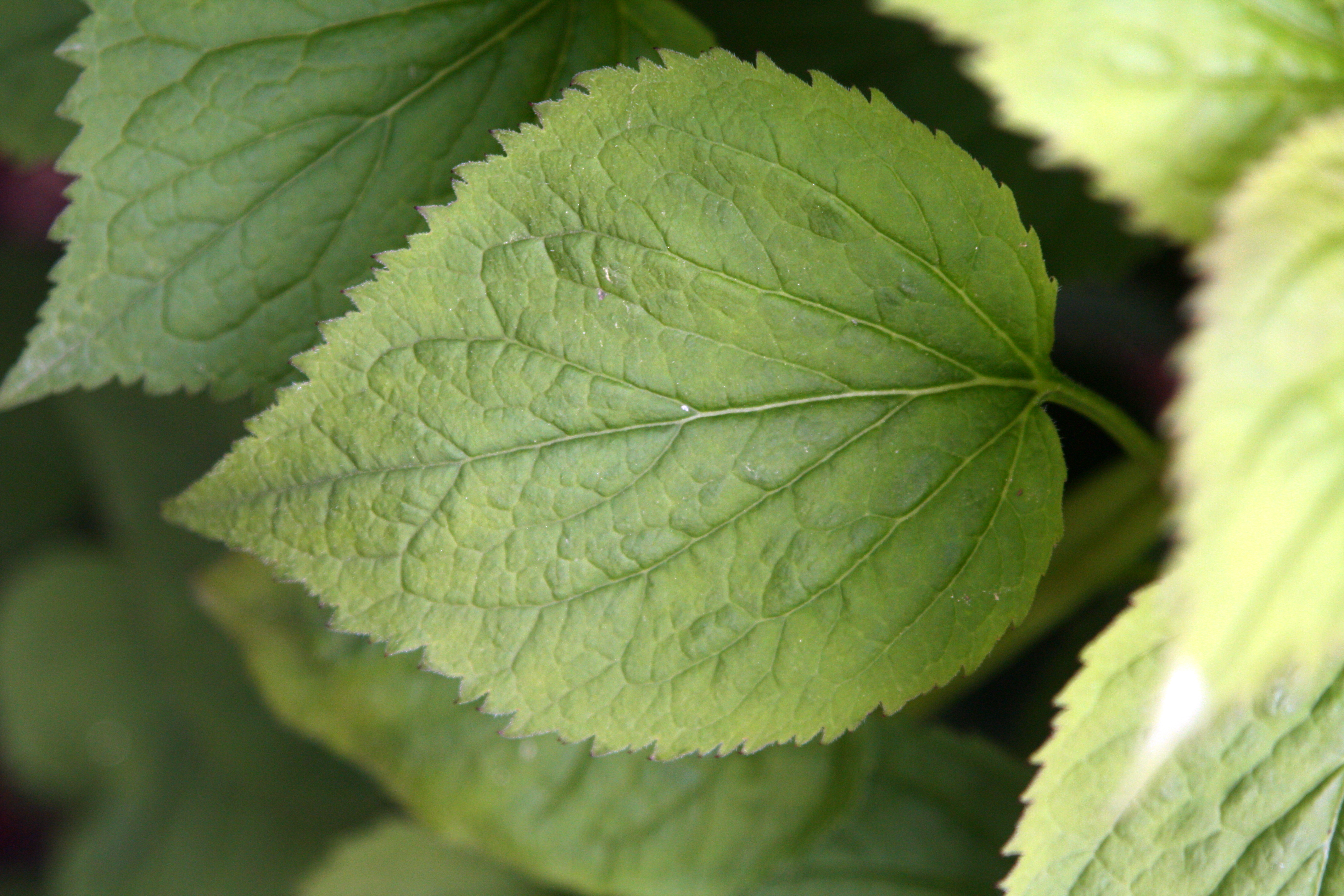
잎

## 참고 문헌
- 이 문서에는 다음커뮤니케이션(현 카카오)에서 GFDL 또는 CC-SA 라이선스로 배포한 글로벌 세계대백과사전의 내용을 기초로 작성된 글이 포함되어 있습니다.